# Luxemburgia damazioana
Luxemburgia damazioana är en tvåhjärtbladig växtart som beskrevs av Ambroise Marie François Joseph Palisot de Beauvois. Luxemburgia damazioana ingår i släktet Luxemburgia och familjen Ochnaceae. Inga underarter finns listade i Catalogue of Life.